# Botschaft Nicaraguas in Berlin

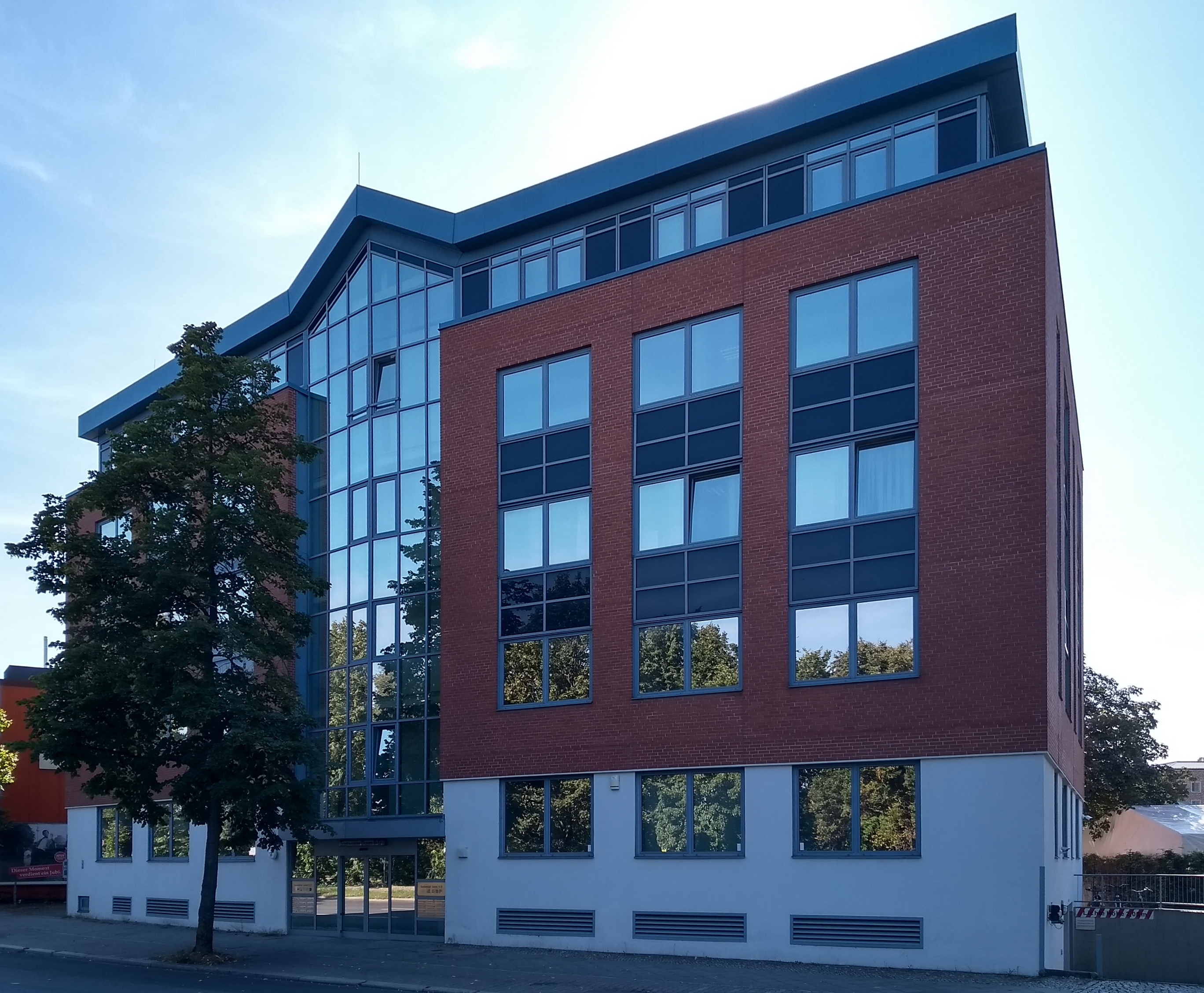
Botschaftssitz Saatwinkler Damm 11–12

Die Botschaft Nicaraguas in Berlin war die diplomatische Vertretung der Republik Nicaragua in Deutschland. Sie befand sich am Saatwinkler Damm 11–12 im Ortsteil Charlottenburg-Nord des Bezirks Charlottenburg-Wilmersdorf. Die letzte Botschafterin war von März 2019 bis April 2024 Tatiana Daniela Garcia Silva. Nicaragua unterhält Honorarkonsulate in Frankfurt am Main und München.

## Geschichte der diplomatischen Beziehungen
Am 10. April 1952 nahmen Nicaragua und die Bundesrepublik Deutschland diplomatische Beziehungen auf. Die Botschaft befand sich zuletzt in der Konstantinstraße 41 in Bonn-Bad Godesberg. Aufgrund des Berlin/Bonn-Gesetzes verlegte auch die Botschaft Nicaraguas im Jahr 2000 ihren Sitz in die neue deutsche Hauptstadt, zunächst in die Joachim-Karnatz-Allee 45–47 in Berlin-Moabit. Später befand sie sich am Saatwinkler Damm 11–12 in Berlin-Charlottenburg-Nord.
Ab dem 20. Juli 1979 bestanden diplomatische Beziehungen zwischen Nicaragua und der Deutschen Demokratischen Republik. Sie endeten mit der deutschen Wiedervereinigung im Jahr 1990. Die Botschaft befand sich in der Puschkinallee 49 im Stadtbezirk Treptow in Ost-Berlin.
Nachdem Nicaragua gegen Deutschland Klage beim Internationalen Gerichtshof wegen Beihilfe zum Völkermord im Gazastreifen durch Waffenexporte an Israel eingereicht hatte, schloss das Land im April 2024 seine Botschaft dauerhaft. Die diplomatische und konsularische Vertretung erfolgt seitdem von der Botschaft Nicagaruas in Österreich.

## Botschafter (2014 bis 2024)
- 2014, 27. März: Karla Luzette Beteta Brenes[8]
- 2019, 27. März: Tatiana Daniela Garcia Silva[9]Siehe auch: Liste der nicaraguanischen Botschafter in Deutschland

## Gebäude
Die Botschaft Nicaraguas befand sich in einem Bürohaus am Saatwinkler Damm 11–12 in Berlin-Charlottenburg-Nord.